# ゾンビ映画

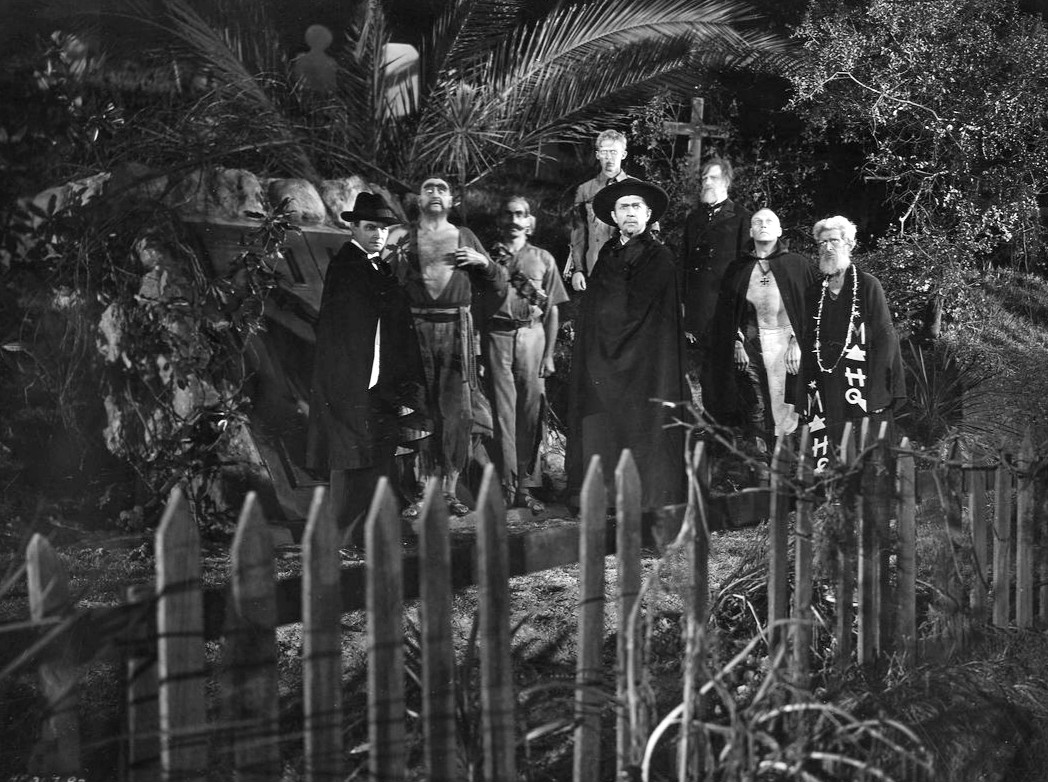
『恐怖城』（1932年）より

ゾンビ映画とは、映画のジャンルの一つを指す。ゾンビは、通常、生き返った死体やウイルスに感染した人間として描かれる架空のクリーチャーである。一般的には、人を食う存在として描かれている。ゾンビ映画は一般的にホラージャンルに分類されるが、中にはアクション、コメディ、SF、スリラー、ロマンスなど、他のジャンルにまたがるものもある。「ゾンビ・コメディ」や「ゾンビ・アポカリプス」など、異なるサブジャンルが展開されている。ゾンビは、幽霊、グール、ミイラ、フランケンシュタインの怪物、吸血鬼などとは異なるため、このリストにはこれらの種類のアンデッドをテーマにした映画は含まれてはいない。

## 歴史
ヴィクター・ハルペリン監督の『恐怖城』は1932年に公開され、最初のゾンビ映画としてよく知られている  。1930年代後半から1940年代にかけて、『私はゾンビと歩いた!』（1943年）をはじめとする数多くのゾンビ映画が製作された。
ハイチの民間伝承に登場するゾンビをモチーフにした現代のゾンビは、20世紀後半にジョージ・A・ロメロ監督の代表作『ナイト・オブ・ザ・リビングデッド』（1968年）をきっかけに大衆文化の中に登場した。この映画には続編として『ゾンビ』（1978年）が製作され、当時、最も商業的に成功したゾンビ映画となった。その後、その続編の『死霊のえじき』（1985年）がゾンビ三部作の第3弾として製作され、『サンゲリア』（1979年）や『バタリアン』（1985年）など、多くの作品に影響を与えた。しかし、1980年代から1990年代にかけてのゾンビ映画は、1970年代後半の『ゾンビ』ほどの商業的成功を収めることはできなかった。
1980年代の香港映画では、18世紀から19世紀の清朝時代の伝承に由来するゾンビのような中国の妖怪キョンシーが登場し、『霊幻道士』（1985年）で人気を博したキョンシー映画の波が押し寄せた。香港のキョンシー映画は1980年代半ばから1990年代初めにかけて東アジアで人気を博し、その大ヒットによって台湾映画『幽幻道士』（1986年）などが製作されることとなった。一方で、1988年にはアメリカでゾンビ映画『ゾンビ伝説』が製作された。
その後、1996年に日本で発売されたサバイバルホラーゲー『バイオハザード』や『ザ・ハウス・オブ・ザ・デッド』に触発されて、1990年代後半に東アジアでゾンビ映画のリバイバルが始まり、香港のゾンビコメディ映画『Bio Zombie』（1998年）や日本のゾンビアクション映画『VERSUS』（2000年）など、低予算のアジアのゾンビ映画が続々と公開されることとなった。その後、「バイオハザード」や「ザ・ハウス・オブ・ザ・デッド」などのゾンビゲームの世界的な成功に触発され、2000年代初頭には、イギリス映画『28日後...』（2002年）、続編の『28週後...』、映画『バイオハザード』シリーズ、2004年の『ゾンビ』のリメイク版『ドーン・オブ・ザ・デッド』、イギリスのパロディ映画『ショーン・オブ・ザ・デッド』（2004年）など、欧米のゾンビ映画の新しい波が起こり、ゾンビ映画のリバイバルは世界的なものとなった  。これらの映画の成功により、ゾンビ映画というジャンルは1970年代以来見られなかった商業的成功の新たなピークを迎え始めた。
『28日後...』、『ハウス・オブ・ザ・デッド』、『バイオハザード』シリーズ、『ドーン・オブ・ザ・デッド』など、2000年代に制作されたゾンビ映画では、従来のゾンビよりも俊敏で、凶暴で、知的で、強いゾンビが登場する。これらの新しい高速で走るゾンビは、「バイオハザード」の走る犬のゾンビや、「ハウス・オブ・ザ・デッド」の走る人間のゾンビなど、ビデオゲームが起源となっているとされることもある。
2010年代後半になると、欧米ではゾンビ映画が衰退し始めた。一方、日本では、低予算の和製ゾンビコメディ『カメラを止めるな!』（2017年）が予想外の大ヒットとなり、予算の1000倍以上の興行収入を記録して興行史に名を残した。また、韓国では『新感染 ファイナル・エクスプレス』がゾンビブームの火付け役となった。『新感染』の関連作品も登場したほか、『感染家族』や『王宮の夜鬼』といった他ジャンルとの融合作品も登場した。韓国映画に詳しい映画配給コーディネーターのウォリックあずみは、『新感染 ファイナル・エクスプレス』がブロックバスター級映画としては初めてのゾンビ映画だったため、パニック映画の要素を強めて宣伝したことがヒットの要因だったのではとニュースサイト「ニューズウィーク日本版」に寄せた記事の中で分析している。またウォリックは、韓国では幽霊といった非現実的な設定の作品が好まれないことも韓国産ゾンビ（Kゾンビ）の躍進につながっていると分析している。
他方、テレビシリーズでは『ウォーキング・デッド』が大ヒットし、『新感染半島 ファイナル・ステージ』といったゾンビ映画にも影響を与えた。
2019年からの新型コロナウイルスの流行で、ウイルスに感染する恐怖が身近になったことも、ゾンビ映画にも影響を与えた。うち流行初期の2020年に公開された韓国映画『#生きている』では、通信機器といった現代性がゾンビと密接な関係にあるものとして描かれており、身の回りにあるツールが使えなくなった時の恐怖も描かれた。また、『劇場版 君と世界が終わる日に FINAL』の監督を務めた菅原伸太郎は、ニュースサイト「シネマトゥデイ」による2024年のインタビューの中で、従来のゾンビ映画はスプラッター映画的な表現でしか恐怖を演出できなかったが、コロナウイルスの蔓延により感染する恐怖が描けるようになり、PG-12指定の範疇でもゾンビを描けるようになったと話している。

## さまざまな種類のゾンビ
ゾンビの特徴は、映画によって異なっている。それぞれの映画監督は、その映画の世界観に合わせて、自分のゾンビにユニークな性質を与えている。『ナイト・オブ・ザ・リビングデッド』のように、ゾンビはゆっくりとした動きで描かれることが多いが、『ワールド・ウォーZ』のように、走ることのできる速い動きのゾンビが描かれることもある。
また、ゾンビの発生は様々な原因によって引き起こされる。多くの映画では、ゾンビ化をもたらす謎のウイルスに感染した人たちがゾンビのようになっていくが、ゾンビ発生の原因が異なる映画も存在する。『新感染 ファイナル・エクスプレス』では、ゾンビの発生は化学物質の漏洩が原因となっている。『ディストピア パンドラの少女』では、ゾンビ化をもたらす病気は真菌が原因である。『ナイト・オブ・ザ・リビングデッド』では、宇宙探査機の放射線によって死者が生者を襲うようになる。
人間からゾンビへの変化も、作品ごとに異なっている。『ワールド・ウォーZ』のように数分で変化する場合もあれば、『ナイト・オブ・ザ・リビングデッド』のように数時間かかる場合もある。
また、ゾンビは映画によって弱点が異なることもある。ほとんどの映画では、ゾンビは脳を破壊することでしか殺すことができず、多くの場合、頭を銃で撃たれている。しかし、『ナイト・オブ・ザ・リビングデッド』では、ゾンビは火によっても撃退されている。
その他、いくつかの映画では、意識を持つ存在としてゾンビを描いている。『ウォーム・ボディーズ』は、体の中に意識が残っているゾンビが、もう一度生きていたいと願う、ゾンビ・ロマンティック・コメディである。『ディストピア パンドラの少女』では、人間とゾンビのハイブリッドの子どもたちが登場し、空腹時以外は普通の子供のように行動する。

## ゾンビ映画の一覧
該当する映画の一覧は、「ゾンビ映画の一覧」を参照のこと。 

## 参照
- 売上高が最も高いホラー映画のリスト（英語版）